# International Chamber of Shipping
Die International Chamber of Shipping (ICS) oder Internationale Schiffahrts-Kammer ist eine weltweit aktive Handelsschiffahrtorganisation. In ihr sind nicht Reedereien Mitglied, sondern nationale Schiffseignerorganisationen. Die ICS wurde 1921 in London gegründet und ist dort bis heute ansässig.

## Geschichte
Etwa 80 Prozent der Handelsschiffstonnage der Welt sind in der ICS vertreten. Die ICS beschäftigt sich mit zahlreichen Themen rund um das Thema Handelsschiffahrt. Sie ist eine Interessenvertretung ihrer Mitglieder und betreibt auch Lobbyismus. Eine ihre Hauptaktivitäten ist es, bei der Internationalen Seeschifffahrts-Organisation (IMO) aktiv zu sein. Die IMO ist die UN-Organisation, die sich um die Sicherheit des Lebens auf See und den Schutz der maritimen Umwelt beschäftigt. Es gibt zahlreiche speziellere Zusammenschlüsse (z. B. Eigentümer von Massengutfrachtern, von Tankschiffen, von Containerschiffen, von Passagier- bzw. Kreuzfahrtschiffen). Die ICS dagegen vertritt die Belange von allen und auch die von Unternehmen, die mit gemieteten Schiffen agieren. Die ICS pflegt auch Kontakte zur Weltzollorganisation, zur Internationalen Fernmeldeunion, zur Konferenz der Vereinten Nationen für Handel und Entwicklung (UNCTAD), zur Weltorganisation für Meteorologie und zu anderen internationalen Organisationen. 
Seit Oktober 2011 hat die ICS ihre Geschäftsstelle in der Baltic Exchange. Ihr Vorsitzender führt den Titel „Chairman“. Das Hauptgremium heißt „Maritime Committee“. Etwa 14 der 22 Mitglieder der European Community Shipowners’ Associations (eine Vereinigung von 22 nationalen Schiffseignerorganisationen) sind auch ICS-Mitglieder.